# Swetlana Borissowna Adaksina

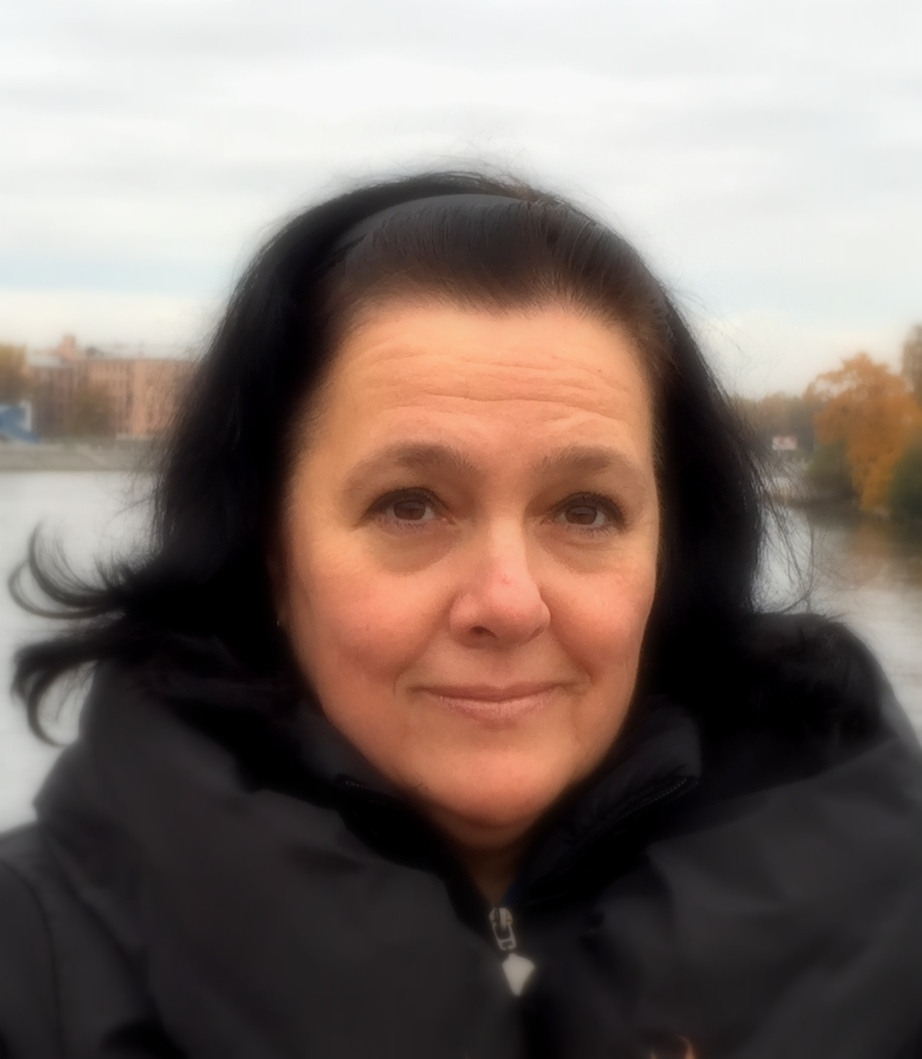
Swetlana Borissowna Adaksina

Swetlana Borissowna Adaksina (russisch Светлана Борисовна Адаксина; * 12. Juli 1960 in Leningrad) ist eine sowjetisch-russische Mittelalterarchäologin.

## Leben
Nach dem Mittelschulabschluss 1977 studierte Adaksina an der Universität Leningrad in der Historischen Fakultät mit Abschluss 1983 am Lehrstuhl für Archäologie.
Ab 1982 arbeitete Adaksina zunächst als Laborantin in der Leningrader Eremitage in der Ost-Abteilung, um 1987 wissenschaftliche Mitarbeiterin der Ost-Abteilung zu werden.
Seit 1989 leitet Adaksina die archäologische Südkrim-Expedition der Eremitage. Die Expedition erforschte die byzantinische Festung Aluston, den Kloster-Komplex am Südost-Abhang des Aju-Dag und die Basilika in Partenit. Seit 2002 werden die Befestigungsanlagen und ein Wohngebäude der Festung Cembalo der Genueser in Balaklawa systematisch untersucht.
Von 2004 bis 2007 leitete Adaksina die Aspirantur in der Eremitage. Seit 2007 ist sie Vizedirektorin und Hauptkustodin der Eremitage. Seit 2017 gehört sie zur Arbeitsgruppe zur Vorbereitung von Empfehlungen für die Koordinierung von Vorschlägen für die Aufnahme von Objekten in Palmyra in die UNESCO-Welterbe-Liste.
Adaksina ist verheiratet und hat einen Sohn.

## Ehrungen
- Medaille des Verdienstordens für das Vaterland II. Klasse (2016)[3]
- Freundschaftsmedaille der Mongolei (2021)[4]